# Daniel Darc, Pieces of My Life
Pour plus de détails, voir Fiche technique et Distribution.
Daniel Darc, Pieces of My Life est un documentaire français réalisé par Marc Dufaud et Thierry Villeneuve, sorti en 2019.

## Synopsis
Chanteur de Taxi Girl, groupe culte des années 1980 à l’aura sombre et romantique, l'auteur-interprète Daniel Darc allait rapidement susciter toutes sortes de légendes urbaines. Les années 1990 passent et sa trace se perd… Il faut attendre 2004 et le miraculeux retour avec Crèvecœur pour qu’il retrouve le succès, jamais démenti, jusqu’à sa disparition prématurée, ce 28 février 2013. À travers des images inédites et intimes filmées pendant vingt-cinq ans, Daniel Darc, Pieces of My Life témoigne de sa façon de vivre, avec ses moments de fulgurance et d’excès, ses solitudes, ses errances et ses abîmes.
Ce portrait de Daniel Darc est l'œuvre de son ami Marc Dufaud et du réalisateur Thierry Villeneuve, avec l'intervention de deux musiciens, Frédéric Lo et Georges Betzounis, qui ont collaboré plusieurs fois avec le chanteur.

## Fiche technique
- Titre original : Daniel Darc, Pieces of My Life
- Réalisation et scénario : Marc Dufaud et Thierry Villeneuve
- Photographie : Florence Levasseur
- Son : Corentin Vigot, Marc Nouyrigat, Pascal Bricard
- Montage : Thierry Villeneuve
- Mixage : Eric Lesachet
- Musique : chansons additionnelles de Daniel Darc[Note 1]
- Production : Patrick Villeneuve
- Société de production : Sombrero and Co[1] (France)
- Société de distribution : UFO Distribution[1] (France)
- Pays de production :  France
- Langue originale : français
- Format : couleur et noir et blanc - format DCP - 1,85:1 - son 5.1
- Genre : documentaire, biographie
- Durée : 105 minutes
- Dates de sortie : 
  - France : 9 avril 2019 au festival Musical Écran de Bordeaux
  - France : 24 juillet 2019 dans les salles
- Classifications et visa CNC : mention « tous publics », art et essai, visa d'exploitation no 150977 délivré le 21 juin 2019

## Distribution
- Daniel Darc : lui-même
- Frédéric Lo : lui-même
- Georges Betzounis : lui-même

## Distinctions

### Récompenses
- 6e édition festival FAME (Film And Music Experience) à la Gaîté-Lyrique 2019 : prix du public[2],[1].
- 5e édition festival Musical Écran 2019 (Bordeaux)[3] : prix du public[4].

### Sélection
- 47e Festival international du film de La Rochelle 2019 : projection le 5 juillet 2019 au cinéma CGR Dragon 5[5].
- Suisse Lausanne Underground Film and Music Festival 2019 : projection le 19 et 20 octobre 2019[6]
- Portugal Doclisboa 2019 - 17º Festival Internacional de Cinema [7]
- Espagne Madrid Indie Film Festival 2019 [8]

## Accueil
- France Info[9] : « Pieces of My Life, comme son titre l'annonce, résonne comme un testament venu d'outre-tombe. […] Le film de Dufaud et Villeneuve nous montre la pointe immergée de cet iceberg sentimental, cet éternel enfant si attachant, bien au-delà du frontman de Taxi Girl. […] On se réjouit du choix des réalisateurs de ne pas s'être enfermés dans un ordre purement chronologique et d'avoir opté pour une approche plus thématique de la vie du chanteur. Le fil conducteur du film, ce sont les témoignages de proches qui se succèdent, notamment son guitariste et compagnon Georges Betzounis et l'auteur-compositeur Frédéric Lo a qui l'on doit Crèvecœur et la résurrection artistique de Daniel Darc. On sent d'ailleurs deux réalisateurs très impliqués dans la voix off, puisqu'ils connaissaient la star personnellement, eux aussi. Marc Dufaud et Thierry Villeneuve abordent, successivement, son rapport si particulier à la religion (Daniel Darc était un fervant chrétien), ses problèmes de drogue, ses recherches musicales et ses questionnements existentiels. […] Des images d'archives de Daniel Darc s'injectant des doses monstrueuses d'héroïne chez lui, se tailladant les veines en plein concert pour asperger le public de son sang (“pour s'amuser” dit-il dans le documentaire), des interviews “confession” du chanteur complètement assommé par les drogues... autant de scènes marquantes qui nous font revivre le destroy des années punk à Paris. Un documentaire qui provoque, pêle-mêle, de l'admiration, du dégoût, de la tendresse, du mépris, de la nostalgie, mais ne laisse pas indifférent. »
- Le Monde[10] : « La dimension tragique de l’existence de Daniel Darc ne se dessine pas tout de suite dans ce film délicat, qui est plus une élégie qu’une nécrologie filmée. La majorité des images ont été tournées par Marc Dufaud. En 1991, alors que le chanteur entamait un long déclin, consécutif à la séparation de Taxi Girl et à l’échec de son premier albums solo, Dufaud, étudiant en cinéma, avait entrepris de le retrouver et de capturer sa dérive. Tournées en vidéo, ces images vacillantes esquissent le portrait d’un jeune homme lancé dans une course éperdue pour échapper à sa souffrance. »